# Brády Zoltán
Brády Zoltán (Vajdahunyad, 1940. július 5. – 2024.június 16.) magyar újságíró.

## Élete
Brádi Sándor mozdonyvezető és István Erzsébet felszolgáló gyermekeként született. 1946-ban szüleivel Erdélyből Miskolcra menekült. 1958-ban a Földes Ferenc Gimnáziumban érettségizett.
1958–1961 között vasutasként dolgozott a MÁV-nál. 1961–1966 között az ELTE BTK magyar–könyvtár szakos hallgatója, ezalatt az Egyetemi Lapok, majd a Népszabadság külső munkatársa, a Magyar Rádió társadalmi ösztöndíjasa volt. 1966–1968 között a Magyar Rádiónál dolgozott. 
1968-ban szilenciumra ítélték, majd egy üzemi lap munkatársa lett. 1969–1973 között a Magyar Televízió, A HÉT műsorának szerkesztője volt. 1974-től irodalmi műhelyt vezetett IKIN (Ifjú Kommunista Írók Nemzedéke) néven a Vasas Művelődési Házban. 1974–1978 között a Magyar Ifjúságnál dolgozott; itt is szilenciumra ítélték. 1979–1986 között az Új Tükör munkatársa volt.
1983-ban a Legfelsőbb Bíróság bezúzásra ítélte A boldogság gyilkosai című könyvét. 1984–1988 között 11 sajtópere volt, később pénzbírságot, elzárást is kapott. 1986–1988 között a Képes Hét foglalkoztatta. 
1988-ban elindította a Kapu című lapot, amelynek főszerkesztője volt. A lap 2019-ig nyomtatásban is megjelent, ezután csak az interneten volt olvasható, 2020 óta azonban az újság weboldalán nincs tartalom. Napjainkban már a régen feltöltött tartalmak sem elérhetőek, a folyóirat egykori weboldala véglegesen megszűnt.
Brády Zoltán 2009 áprilisában, Rózsa-Flores Eduardo halála után azt nyilatkozta, hogy az őszödi beszéd felvételét Rózsa-Flores-szel együtt ők ketten szivárogtatták ki.

## Művei
- Tigris a Bégmezőn. Három szatirikus egyfelvonásos (1976)[4]
- Postás a fridzsiderben (1976) – a „Tigris a Bégmezőn. Három szatirikus egyfelvonásos” című könyvben jelent meg[4]
- Vetéstől vetésig (1980, többekkel)
- A boldogság gyilkosai, 14 riport a bűnről (1983 – bezúzták
- Eltemettük a részeges nagymamát / A világ legszebb szerelme. Érzelmi dokumentumok; szerzői, Bp., 1985
- Fekete doboz (betiltott írások, 1999)
- Egy szerelem feljegyzései (1999)
- Háton át... a mellbe; Magyar a Magyarért Alapítvány, Bp., 2005 (Artboulvar könyvek)
- Olyan flashem volt...; Kapu, Bp., 2011